# Ham Green (Worcestershire)
Ham Green – przysiółek w Anglii, w hrabstwie Worcestershire, w dystrykcie Redditch. Leży 19 km na północny wschód od miasta Worcester i 152 km na północny zachód od Londynu.